# トーマス・トウェイツ

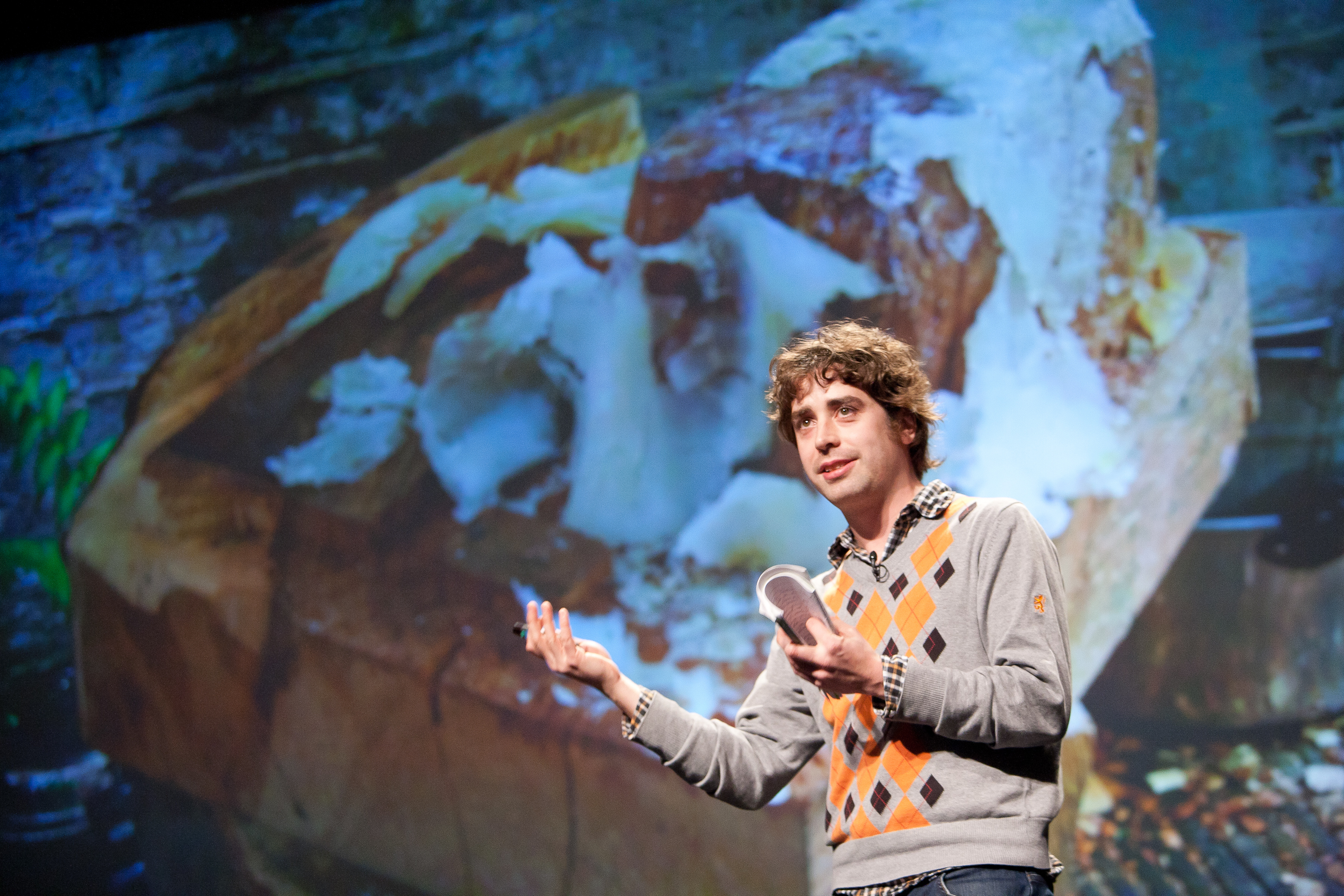
トーマス・トウェイツ

トーマス・トウェイツ（英語: Thomas Thwaites）はイギリスのロンドン出身のグラフィック・アーティスト。ロイヤル・カレッジ・オブ・アート出身。「トースター・プロジェクト」や、山羊になりきる「GoatMan Project」など様々な企画を行った。
トウェイツが大学院の卒業制作として行った「トースター・プロジェクト」はさまざまなメディアで話題となった。このプロジェクトは、（ほぼ）すべての原材料をまったくのゼロから自作することを目標に掲げたもので、鉄鉱石から鉄を作るために鉱山に侵入するところから始まり、じゃがいもの澱粉からプラスチックを、さる国の記念硬貨から発熱体を作り、完成した。自家製トースターは中国の国立美術館、オーストリアのアルス・エレクトロニカ、ロンドンのサイエンス・ミュージアムなどで展示され、ロンドンのヴィクトリア&アルバート博物館が購入し、パーマネント・コレクションに追加した。
トウェイツのトースター・プロジェクトは『The Toaster Project: Or a Heroic Attempt to Build a Simple Electric Appliance from Scratch』として発表され、日本及び韓国において翻訳・出版された。
彼にとって初めてのこの本は、日本においては『ゼロからトースターを作ってみた結果』（新潮文庫）として邦訳され出版された。2016年、ヤギのように四足歩行できる人工装具を使ってヤギになりきる「GoatMan Project」により、イグノーベル生物学賞を授与された。

## 著書
- The Toaster Project: Or a Heroic Attempt to Build a Simple Electric Appliance from Scratch (2011)
  - 『ゼロからトースターを作ってみた』村井理子訳 飛鳥新社 2012年9月14日 ISBN 978-4-86-410194-3
  - 『ゼロからトースターを作ってみた結果』村井理子訳 新潮文庫 2015年9月27日 ISBN 978-4-10-220002-5
- GoatMan: How I Took a Holiday from Being Human (2016)
  - 『人間をお休みしてヤギになってみた結果』村井理子訳 新潮文庫 2017年10月28日 ISBN  978-4-10-220003-2